# Ottoline Morrell
Pour les articles homonymes, voir Morrell.

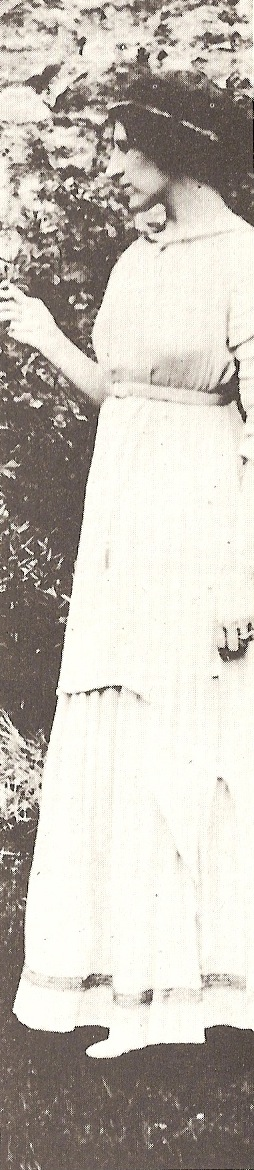
Lady Ottoline Morrell à Ham Spray, chez Lytton Strachey.

Lady Ottoline Violet Anne Morrell (16 juin 1873 – 21 avril 1938) est une peintre, une aristocrate anglaise et une femme du monde. Elle eut une grande influence dans les cercles intellectuels et artistiques, où elle avait lié amitié avec des écrivains comme Aldous Huxley, Siegfried Sassoon, T. S. Eliot et D. H. Lawrence. Elle eut des liaisons amoureuses avec des hommes et des femmes qui ont compté dans l'histoire, comme le philosophe Bertrand Russell, la romancière Dorothy Bussy et la peintre Dora Carrington.

## Biographie

### Jeunesse
Née Ottoline Violet Anne Cavendish-Bentinck, elle obtint le rang de fille de duc avec le titre de courtoisie de « Lady » quand son demi-frère William reçut en héritage le titre de duc de Portland en 1879, date à laquelle la famille s'installa à Welbeck Abbey, dans le Nottinghamshire.
Lady Ottoline était une descendante de Bess of Hardwick et avait donc des liens de parenté avec de nombreux membres de l'aristocratie. Une de ses cousine était Cecilia Nina Cavendish-Bentinck, mère de Lady Elizabeth Bowes-Lyon, laquelle épousa en 1923 le duc d'York (futur George VI), devint reine à l'abdication d'Édouard VIII, en 1936, et a été connue pendant la plus grande partie du XXe siècle sous le nom de « reine mère ».
Elle était étudiante de Somerville College (Oxford).

### Vie privée
Tout au long de sa vie, Ottoline fut une incurable romantique. Sa première histoire d'amour fut avec un homme plus âgé qu'elle, le médecin et écrivain suédois Axel Munthe, mais elle rejeta sa proposition impulsive de mariage à cause de ses convictions spirituelles incompatibles avec l'athéisme de ce dernier – elle finit d'ailleurs par constater que de toute façon il ne s'intéressait déjà plus beaucoup à elle.
Elle épousa en 1902 Philip Morrell, avocat et plus tard député au Parlement (Parti libéral) ; avec qui elle partageait bien des vues et bien des intérêts. Ce fut un mariage ouvert pendant toute leur vie : chacun avait ses relations amoureuses, et pourtant ils s'épaulaient et tenaient fort l'un à l'autre. Ils eurent une fille nommée Julian.
Ottoline eut ainsi des liaisons avec le philosophe Bertrand Russell, le peintre Augustus John, l'artiste Dora Carrington, la romancière Dorothy Bussy, et l'artiste Roger Fry. L'écrivaine Virginia Woolf fut une grande amie. Certains de ses amants étaient également bisexuels et partageaient ses conceptions sur la société.
Sa liaison avec Augustus John a été connue en France au moment de l'achat de l'anneau de Jeanne d'Arc par le Puy du Fou le 26 février 2016. D'après le catalogue de vente, Ottoline Morrell aurait fait présent de l'anneau au peintre qui l'aurait revendu, en 1914, à Frederick Oates, collectionneur et par ailleurs Keeper of the King's Armouries (c'est-à-dire "conservateur dans les Armureries du Roi", et non « Gardien des Armoiries royales » comme traduit erronément dans le communiqué du Puy du Fou). Il n'est d'ailleurs pas question d'anneau de Jeanne d'Arc dans leurs mémoires, ni dans les biographies consacrées à Ottoline Morrell et à Augustus John.

### Hospitalité

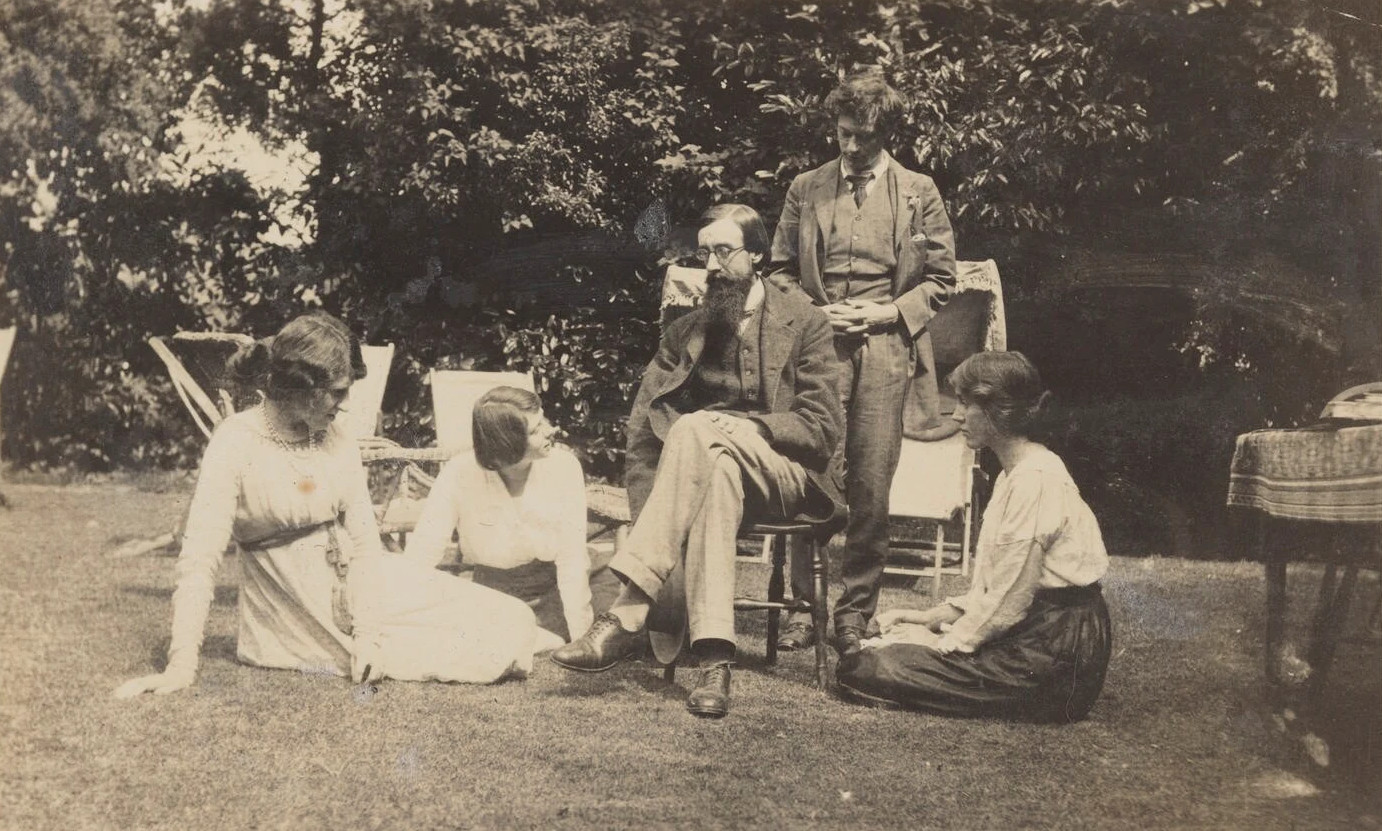
Les proches du Bloomsbury Group à Garsington Manor : Lady Ottoline Morrell, Mme Aldous Huxley, Lytton Strachey, Duncan Grant et Vanessa Bell.

Les Morrell disposaient d'une maison à Bloomsbury, au centre de Londres, et d'une gentilhommière à Garsington Manor, près d'Oxford. Ottoline aimait y recevoir des amis qui partageaient ses opinions. La maison de ville était son salon, et Garsington Manor une retraite, assez proche de Londres pour que beaucoup de leurs amis pussent rejoindre le couple pour le week-end.
Pendant la Première Guerre mondiale, les Morrell étaient des pacifistes connus, ce qui n'était pas alors bien vu. Ils invitaient des objecteurs de conscience, comme Duncan Grant et David Garnett à trouver refuge à Garsington. Siegfried Sassoon, qui s'y remettait d'une blessure, fut encouragé à s'absenter sans autorisation pour protester contre la guerre.
L'hospitalité offerte par les Morrell était si large que la plupart de leurs hôtes ne se doutaient pas que financièrement ils étaient en difficulté.
Plus tard, Lady Ottoline reçut régulièrement des membres du Bloomsbury Group, et de nombreux autres artistes et savants. On peut certainement considérer qu'elle était une inspiratrice pour beaucoup, tout en n'étant pas dépourvue elle-même d'aspirations artistiques.

## Postérité
Lady Ottoline a été représentée dans la littérature du XXe siècle. Elle a inspiré le personnage de Mme Bidlake à Aldous Huxley pour Contrepoint (Point Counter Point), d'Hermione Roddice à D. H. Lawrence dans Women in Love (Femmes amoureuses), de Lady Caroline Bury à Graham Greene pour  It's a Battlefield (C'est un champ de bataille), et de Lady Sybilline Quarrell à Alan Bennett pour Forty Years On. The Coming Back (1933), un autre roman qui la représente, est l'œuvre de Constance Malleson, une des nombreuses rivales d'Ottoline dans le cœur de Bertrand Russell. Certains pensent qu'elle a inspiré Lady Chatterley de Lawrence. Le roman à clef de Huxley, Crome Yellow (Jaune de Chrome), décrit de façon à peine voilée la vie à Garsington.
Des portraits non littéraires font également partie de cet héritage, comme on le voit par exemple dans les photographies artistiques que Cecil Beaton et d'autres ont faites d'elle. Augustus John a peint un portrait de Lady Ottoline qui se trouve aujourd'hui à la National Portrait Gallery de Londres.

## Source
- (en) Cet article est partiellement ou en totalité issu de l’article de Wikipédia en anglais intitulé « Lady Ottoline Morrell » (voir la liste des auteurs).